# 49e cérémonie des Kansas City Film Critics Circle Awards
La 49e cérémonie des Kansas City Film Critics Circle Awards (KCFCC Awards), décernés par la Kansas City Film Critics Circle, a eu lieu le 15 décembre 2013, et a récompensé les films sortis cette année,.

## Palmarès
- Meilleur film :
  - Twelve Years a Slave

- Meilleur réalisateur (Robert Altman Award)-(ex aequo) :
  - Alfonso Cuaron pour Gravity
  - Steve McQueen pour Twelve Years a Slave

- Meilleur acteur :
  - Chiwetel Ejiofor pour le rôle de Solomon Northup dans Twelve Years a Slave

- Meilleure actrice :
  - Sandra Bullock pour le rôle du Dr Ryan Stone dans Gravity

- Meilleur acteur dans un second rôle :
  - Michael Fassbender pour le rôle de Edwin Epps dans Twelve Years a Slave

- Meilleure actrice dans un second rôle :
  - Lupita Nyong'o pour le rôle de Patsey dans Twelve Years a Slave

- Meilleur scénario original :
  - Her – Spike Jonze

- Meilleur scénario adapté :
  - Twelve Years a Slave – John Ridley

- Meilleur film en langue étrangère :
  - La Vie d'Adèle  France

- Meilleur film d'animation (ex aequo) :
  - Moi, moche et méchant 2 (Despicable Me 2)
  - La Reine des neiges (Frozen)

- Meilleur film documentaire :
  - The Act of Killing (Jagal)

- Meilleur film de science-fiction, d'horreur ou fantastique (Vince Koehler Award) :
  - Her